# Emanuel Aiwu
Emanuel Aiwu (* 25. Dezember 2000 in Innsbruck) ist ein österreichischer Fußballspieler nigerianischer Abstammung.

## Karriere

### Verein
Aiwu begann seine Karriere beim SKN St. Pölten. 2013 kam er in die Jugend des FC Admira Wacker Mödling, bei dem er später auch in der Akademie spielte. Im September 2017 debütierte er für die Amateure der Admira in der Regionalliga, als er am sechsten Spieltag der Saison 2017/18 gegen den ASK-BSC Bruck/Leitha in der Startelf stand. Bis zur Winterpause jener Saison folgten noch neun weitere Einsätze für die Zweitmannschaft der Admira.
Daraufhin stand Aiwu im Februar 2018 gegen den FC Red Bull Salzburg auch erstmals im Kader der Profis. Sein Debüt in der Bundesliga gab er schließlich im Mai 2018, als er am 33. Spieltag gegen den FK Austria Wien in der Startelf stand. Insgesamt kam er für die Admira zu 81 Bundesligaeinsätzen, in denen er fünf Tore erzielte.
Im August 2021 wechselte der Innenverteidiger zum Ligakonkurrenten SK Rapid Wien, bei dem er einen bis Juni 2024 laufenden Vertrag erhielt. Für Rapid kam er bis Saisonende zu 23 Bundesligaeinsätzen. Bereits nach einem Jahr verließ Aiwu die Wiener im August 2022 wieder und wechselte nach Italien zum Erstligaaufsteiger US Cremonese. Für Cremona kam er zu 23 Einsätzen in der Serie A, aus der er mit dem Team am Ende der Saison 2022/23 dann aber abstieg.
Im August 2023 wechselte Aiwu anschließend leihweise nach England zum Zweitligisten Birmingham City. Während der Leihe kam er zu 24 Einsätzen in der EFL Championship, aus der er mit Birmingham aber abstieg. Zur Saison 2024/25 kehrte er nicht mehr nach Cremona zurück, sondern wechselte zurück nach Österreich, wo er sich dem SK Sturm Graz anschloss, bei dem er einen bis 2028 laufenden Vertrag erhielt.

### Nationalmannschaft
Aiwu wurde 2018 erstmals in den Kader der österreichischen U-18-Auswahl berufen. Sein Debüt für diese gab er im März 2018, als er in einem Testspiel gegen die Ukraine in der Startelf stand und in der 80. Minute durch Marco Kadlec ersetzt wurde.
Im August 2018 debütierte er gegen Zypern für die U-19-Mannschaft. In jenem Spiel, das Österreich mit 4:0 gewann, erzielte er auch sein erstes Tor für eine österreichische Auswahl. Im März 2019 spielte er gegen Norwegen erstmals für die U-20-Auswahl. Im Oktober 2019 gab er gegen die Türkei sein Debüt für das U-21-Team.

## Persönliches
Aiwu wurde als Sohn einer Österreicherin und eines Nigerianers in Innsbruck geboren.

## Erfolge
- Österreichischer Meister: 2025